# Бразе-ан-Плен
Бразе́-ан-Плен (фр. Brazey-en-Plaine) — коммуна во Франции, находится в регионе Бургундия. Департамент коммуны — Кот-д’Ор. Входит в состав кантона Сен-Жан-де-Лон. Округ коммуны — Бон.
Код INSEE коммуны — 21103.

## Население
Население коммуны на 2010 год составляло 2505 человек.
| 1962 | 1968 | 1975 | 1982 | 1990 | 1999 | 2010 |
| ---- | ---- | ---- | ---- | ---- | ---- | ---- |
| 1675 | 1721 | 2181 | 2415 | 2499 | 2455 | 2505 |

## Экономика
В 2010 году среди 1574 человек трудоспособного возраста (15—64 лет) 1135 были экономически активными, 439 — неактивными (показатель активности — 72,1 %, в 1999 году было 69,9 %). Из 1135 активных жителей работали 1014 человек (550 мужчин и 464 женщины), безработных было 121 (65 мужчин и 56 женщин). Среди 439 неактивных 151 человек были учениками или студентами, 185 — пенсионерами, 103 были неактивными по другим причинам.